# Akademski pevski zbor Ptuj
Akademski pevski zbor Ptuj je bil na pobudo ptujskih študentov in dijakov ustanovljen 16. novembra 2000. K sodelovanju so povabili zborovodjo Roberta Feguša, s katerim je zbor že od svojega nastanka izvajal zahtevno vokalno glasbo različnih obdobij.
Po petih mesecih delovanja so pevci prvič javno nastopili na reviji pevskih zborov in opozorili nase kot na resno kulturno pridobitev Ptuja. Od takrat je zbor nanizal vrsto uspešnih koncertov in nastopov po Sloveniji in tujini, novembra 2004 je APZ Ptuj zapel na Regionalnem tekmovanju pevskih zborov Štajerske in Prekmurja, kjer je kot najvišje uvrščen zbor prejel zlato priznanje. 
16. aprila 2005 je zbor prvič sodeloval na prestižnem slovenskem zborovskem tekmovanju Naša pesem, kjer je za svoj nastop prejel bronasto plaketo mesta Maribor.
V pomladnih mesecih 2006 je zbor s slavnostnim koncertom ob 5. obletnici sklenil svoje uspešno delovanje.